# Аршановский сельсовет
Аршановский сельсовет — сельское поселение в Алтайском районе Хакасии.
Административный центр — село Аршаново.

## История
Статус и границы сельского поселения установлены Законом Республики Хакасия от 7 октября 2004 года № 66 «Об утверждении границ муниципальных образований Алтайского района и наделении их соответственно статусом муниципального района, сельского поселения»

## Население
| 2002  | 2010  | 2012  | 2013  | 2014  | 2015  | 2016  |
| ----- | ----- | ----- | ----- | ----- | ----- | ----- |
| 1677  | ↗1804 | ↗1824 | ↗1863 | ↘1835 | ↘1795 | ↘1761 |
| 2017  | 2018  | 2019  | 2020  | 2021  |       |       |
| ↗1785 | ↘1772 | ↘1692 | ↘1660 | ↗1695 |       |       |

## Состав сельского поселения
В состав сельского поселения входят 3 населённых пункта:
| № | Населённый пункт | Тип населённого пункта       | Население |
| - | ---------------- | ---------------------------- | --------- |
| 1 | Аршаново         | Село, административный центр | ↗1569     |
| 2 | Сартыков         | аал                          | ↘269      |
| 3 | Хызыл-Салда      | аал                          | ↗25       |

## Местное самоуправление
Администрация
с. Аршаново, Ленина, 99. (8-39041) 2-74-34
Глава администрации
- Сыргашев Леонид Николаевич